# 1993年2月逝世人物列表
1993年逝世人物列表：1月 - 2月 - 3月 - 4月 - 5月 - 6月 - 7月 - 8月 - 9月 - 10月 - 11月 - 12月
1993年2月逝世人物列表，是用於匯總1993年2月期間逝世人物的列表。

## 依日期排序

### 1日
- 邁克爾·布倫德爾，85歲，肯亞農民和政治家。
- 何塞·布拉沃，76歲，西班牙足球運動員。
- 梅拉布·沙赫羅基，48歲，伊朗足球運動員。
- 格雷格·G·塔拉斯，84歲，電影導演和電影編輯。[1]
- 斯文·托費爾特，88歲，瑞典奧運會五項全能運動員和擊劍運動員。[2]
- 哈羅德·溫奇，85歲，加拿大政治家。

### 2日
- 吉諾·貝奇，79歲，義大利歌劇男中音。[3]
- 伯納德·布拉登，76歲，加拿大裔英國演員和喜劇演員[4]
- 埃米利奧·布爾加雷利，75歲，義大利水球運動員[5]
- 克萊門特·弗拉卡西，75歲，義大利電影製片人、導演和編劇。
- 米夏埃尔·克莱因，33歲，羅馬尼亞足球運動員
- 萊尼利維，79歲，美國棒球運動員，教練和球探。
- 裡德·邁爾斯，65歲，美國平面設計師和攝影師。
- 哈裡·尼爾森，77歲，瑞典足球後衛。[6]
- 伯納德·彼得斯，82-83歲，波蘭-德國核物理學家。
- 弗朗索瓦·賴興巴赫，71歲，法國電影導演、製片人和編劇。[7]
- 亞歷山大·施耐德，84歲，立陶宛裔美國小提琴家[8]

### 3日
- 維克多·阿伊貝克，72歲，克羅埃西亞足球運動員[9]
- 弗朗索瓦·貝尼爾，65歲，加拿大音樂家。
- 羅塞塔·卡拉維塔，78歲，義大利女演員和配音員。
- 奧瑪律·卡尼亞斯，23歲，哥倫比亞足球運動員[10]
- 詹尼·可倫坡，56歲，義大利藝術家。
- 保羅·埃默里，76歲，英國賽車手。
- 伊迪絲·伊莉莎白·法卡斯，71歲，匈牙利-紐西蘭南極研究員和氣象學家[11]
- 卡雷爾·格瓦爾茨，69歲，比利時作曲家
- 埃利亞恩·德·莫斯，93歲，比利時畫家。
- 譚紹文，63歲，中國政治家，肺癌。

### 4日
- 侯寶林，77歲，中國相聲第六代演員。
- 埃爾登珍妮，93歲，美國田徑運動員[12]
- 道拉特·辛格·科塔里，86歲，印度科學家和教育家。
- 華金·奧利瓦，66歲，西班牙足球運動員。
- 康尼·塞勒，52歲，美國納斯卡賽車手[13]

### 5日
- 托馬斯·沃爾特·艾利，50歲，美式橄欖球運動員和教練
- 伯恩斯坦男爵西德尼，94歲，英國商人和媒體主管。[14]
- 威廉·佩內·杜布瓦，76歲，美國作家和書籍插畫家[15]
- 肖恩·弗拉納根，71歲，愛爾蘭共和黨政治家。
- 巴哈魯爾·伊斯蘭，74歲，印度政治家
- 漢斯·喬納斯，89歲，德裔美國哲學家[16]
- 阿德南·卡維奇，43歲，土耳其政治家
- 羅克珊·克諾漢，32歲，加拿大女演員
- 馬塞爾·萊熱，62歲，加拿大政治家
- 約瑟夫·曼凱維奇，83歲，美國電影導演和編劇[17]
- 提普·提平，34歲，英國特技演員和演員
- 傑克·楊，80歲，英國板球運動員。
- 黃知真，72歲，中國政治家。

### 6日
- 亚瑟·阿什，49歲，美國網球運動員[18]
- 喬治·貝柳，93歲，英國軍官。
- 魯傑羅·比安卡尼，78歲，義大利運動員[19]
- 穆罕默德·纳席尔，84歲，印尼伊斯蘭學者和總理。
- 揚·內戈伊茨庫，71歲，羅馬尼亞作家和歷史學家。

### 7日
- 肖夫卡特·阿拉克巴洛娃，70歲，亞塞拜然歌手。
- 弗蘭克·巴厘斯特里里，74歲，美國黑幫，屬於密爾沃基犯罪家族。
- 杜伊利奧·布里涅蒂，66歲，義大利五項全能運動員[20]
- 威廉·海曼，89歲，英國聖公會主教，劉易舍姆大執事
- 厄林奈斯，91歲，挪威船東和商人。
- 巴迪·佩珀，70歲，美國鋼琴家和詞曲作者。
- 穆赫辛·薩爾漢，79歲，埃及演員。[21]

### 8日
- 泰迪·格洛弗，90歲，英美橄欖球運動員。
- 奧托·格里加爾卡，67歲，拉脫維亞田徑運動員[22]
- 威廉·尤因·海斯特，80歲，美國網球運動員和官員。
- 道格拉斯·海耶斯，73歲，美國編劇[23]
- 艾略特·簡威，80歲，美國經濟學家[24]
- 安東尼·克拉姆雷特，66歲，澳大利亞-加拿大電影製片人。
- 查爾斯·R·洛德，61歲，美國情報官員，國家安全局副局長（1986-1988）。
- 罗兰·穆尼耶，85歲，法國歷史學家[25]
- 弗朗茨·施奈德，82歲，瑞士電影導演。[26]
- 納加林·桑穆加塔桑，72歲，錫蘭共產黨第一任總書記，斯里蘭卡泰米爾人中少數國家級政治家之一。
- 布拉姆范德斯托克，77歲，荷蘭戰鬥機飛行員，二戰期間的飛行王牌。

### 9日
- 瑪麗安·菲爾克，44歲，斯洛伐克花樣滑冰運動員[27]
- 比爾·葛籣迪，69歲，英國記者和廣播員[28]
- 大来佐武郎，78歲，日本政治家、經濟學家[29]
- 埃爾伍德·理查·克薩達，88歲，美國中將和商人.[30]
- 明昆·西亞多，81歲，緬甸上座部佛教僧侶。
- 凱特威爾金森，76歲，美國女演員[31]

### 10日
- 埃爾默·巴伯，74歲，美國橄欖球運動員[32]
- 詹姆斯·邦布賴特，90歲，美國外交官和大使。
- 莫里斯·布尔热-莫努里，78歲，法國政治家，總理
- 比爾·克利特，65歲，美國政治家，癌症。
- 約翰·埃德倫，86歲，瑞典天文學家和學者。
- 弗雷德·霍洛，63歲，紐西蘭-澳大利亞眼科醫生[33]
- 蓋亞·普拉薩德·卡提雅，92歲，印度革命者。
- 米奇·墨塔夫，88歲，美式足球運動員[34]
- 瑞普·雷普斯基，64歲，美國棒球運動員[35]

### 11日
- 卡茂爾·阿羅海，75歲，印度電影導演和編劇[36]
- 查爾斯·艾瑞克·道森，70歲，加拿大魚類學家。
- 喬伊·加勒特，47歲，美國女演員[37]
- 羅伯特·W·霍利，71歲，美國生物化學家[38]
- 布萊恩·英格利斯，76歲，愛爾蘭記者、歷史學家和電視節目主持人[39]
- 奧克薩娜·科斯蒂娜，20歲，俄羅斯藝術體操運動員
- 德桑卡·马克西莫维奇，94歲，塞爾維亞詩人和作家[40]
- 費利克斯·魯伊斯，52歲，西班牙足球運動員。
- 牛頓·斯蒂爾斯，76歲，美國政治家。

### 12日
- 喬布赫，51歲，美國賽車手，賽車事故。[41]
- 詹姆斯·巴杰尔，2歲，英國謀殺案受害者。[42]
- 馬克·W·埃林森，88歲，美國學者，羅切斯特理工學院院長（1936-1969）。
- 塞爾瑪·瑟斯通，95歲，美國心理學家和心理測試先驅。

### 13日
- 宋希濂，86歲，中國國民黨陸軍中將，蔣介石嫡系重要將領，抗日名將。
- 阿拉克西·巴巴揚，86歲，蘇聯和亞美尼亞有機化學家。
- G·H·迪格爾，90歲，英國棋手。[43]
- 亨利·杜伊，84歲，美國舉重運動員[44]
- 威洛比·格雷，76歲，英國舞臺和銀幕演員

### 14日
- 埃萊克·貝西克，66歲，匈牙利裔美國爵士吉他手和小提琴手[45]
- 伊萊札·利普斯基，81歲，美國律師，作家和劇作家[46]
- 埃裡克·萊昂內爾·馬斯卡爾，87歲，英國聖公會牧師和神學家。[47]
- 佩德羅·科爾蒂納·模里，84歲，西班牙政治家和外交官。[48]
- 韋利科·米蘭科維奇，38歲，波士尼亞塞族軍事指揮官
- 泰瑞·里爾頓，73歲，加拿大冰球運動員和教練。[49]
- 萊斯特·威爾遜，50歲，美國舞蹈家、編舞家和演員[50]

### 15日
- 凱·伊金，75歲，美國橄欖球運動員。[51]
- 凱瑞·吉爾伯特，50歲，美國作詞家
- 馬里-路易絲·林森-瓦森，64歲，荷蘭自由泳運動員[52]
- 喬治·沃靈頓，68歲，美國爵士鋼琴家[53]

### 16日
- 利蘭·D·克勞佛，63歲，美國海軍陸戰隊軍官。
- 阿莫斯·古特曼，38歲，以色列電影導演[54]
- 彼得·莫洛伊，83歲，英格蘭足球運動員、經理和裁判。
- 理查·S·薩蘭特，78歲，美國新聞主管。[55]

### 17日
- 漢斯·鮑爾，95歲，德國飛行王牌。
- 比特利斯，59-60歲，土耳其將軍，飛機失事。
- 傑克·弗羅格加特，70歲，英格蘭足球運動員。[56]
- 拉妮·蓋丁柳，78歲，印度革命者。
- 柯斯塔斯·卡拉賈尼斯，60-61歲，希臘電影導演。[57]
- 薩米·羅威，74歲，美國小號手。
- 萊斯利·湯森德，89歲，英國板球運動員。

### 18日
- 馬歇爾·卡特，83歲，美國陸軍中將。[58]
- 泰德·霍沃斯，75歲，美國製作設計師[59]
- 傑奎琳·希爾，63歲，英國女演員
- 麗塔·拉·羅伊，91歲，美國女演員和舞蹈家
- 艾倫·蒙哥馬利·路易斯，83歲，聖盧西亞大律師和公務員。
- 萊斯利·諾曼，81歲，英國電影導演[60]
- 克里·馮·埃裡希，33歲，美國職業摔跤手

### 19日
- 裘蒂思·卓別林，53歲，英國政治家[61]
- 亞歷山大·達維多夫，80歲，蘇聯和烏克蘭物理學家。
- 伯納德·托布·費爾德，73歲，美國核物理學家和學者[62]
- 格哈德·格塞爾，82歲，美國法官[63]
- 穆罕默德·哈姆扎，74歲，馬來西亞獸醫、建築師和陸軍元帥。
- 切斯洛瓦斯·庫達巴，58歲，立陶宛政治家和地理學家。[64]
- 尤西夫·米爾扎耶夫，34歲，亞塞拜然士兵
- 也曼奧奇，42歲，土耳其演員[65]

### 20日
- 馬里奧·阿佈雷烏，73歲，委內瑞拉藝術家。
- 霍華德·邁耶·布朗，62歲，美國音樂學家[66]
- 瑪麗安·布布萊維奇，42歲，波蘭賽車手，賽車碰撞。
- 費魯齊歐·藍寶堅尼，76歲，義大利汽車製造商藍寶堅尼的創始者[67]

### 21日
- 伊爾瑪·克里斯滕森，78歲，瑞典女演員[68]
- 艾莉森·費爾利，75歲，英國學者[69]
- 哈威·庫茲曼，68歲，美國漫畫家[70]
- 英厄·莱曼，104歲，丹麥地震學家和地球物理學家[71]
- 艾迪·蒂爾，66歲，荷蘭曲棍球運動員[72]
- 迪克·懷特，86歲，英國情報官員[73]

### 22日
- 林致平 (C.B. Ling)，85歲，中華民國中央研究院第2屆(數理科學組)院士。[74]
- 皮埃爾·達萊姆，80歲，比利時足球運動員。
- 讓·勒卡尼埃，72歲，法國前司法部長
- 比爾·利基斯，68歲，澳洲前昆士蘭州議員[75]
- 雨果·施拉德，90歲，德國電視和電影演員。
- B·D·夏馬，75歲，印度前哈里亞納邦首席部長
- 西里奧·韋爾納蒂，85歲，瑞士足球運動員。
- 冯至，87歲，中國作家、翻譯家。[76]

### 23日
- 吳楚帆，84歲，著名香港粵語片演員。
- 赫尔穆特·布拉泽尔曼，81歲，德國男子手球運動員。[77]
- 沃爾特·菲爾斯特，91歲，挪威電影製片人。
- 馬里奧·帕尼，81歲，墨西哥建築師和城市規劃師。
- 卡爾·薩特，44歲，美國電影和電視作家[78]
- 菲力浦·特裡，83歲，美國演員[79]
- 羅伯特·特里芬，81歲，比利時經濟學家[80]

### 24日
- 西里爾·多恩，72歲，英格蘭足球運動員。[81]
- 丹尼·蓋利文，75歲，加拿大體育節目主持人，心力衰竭。
- 博比·摩尔，51歲，英格蘭足球運動員和世界冠軍.[82]
- 海姆·L·佩克里斯，84歲，以色列裔美國物理學家和數學家。[83]
- 羅傑·羅查德，79歲，法國長跑運動員[84]
- 丹尼斯·沃赫爾，95歲，瑞士越野滑雪運動員[85]

### 25日
- 哈希姆·阿莫利，93歲，伊朗學者和阿亞圖拉。
- 托伊·考德威爾，45歲，美國吉他手[86]
- 埃迪·康斯坦丁，75歲，美籍法國演員和歌手[87]
- 戴夫·庫克，51歲，英國共產主義活動家
- 桑雅·穆約恩，94歲，挪威女演員、記者和作家。
- 瑪麗·沃爾特，80歲，菲律賓女演員。
- 艾倫·奧澤克，44歲，土耳其裔美國木偶師[88]

### 26日
- 約翰·貝斯福德，82歲，英國游泳運動員[89]
- 康斯坦斯·福特，69歲，美國女演員[90]
- 弗萊徹·克內貝爾，81歲，美國作家[91]
- 博蒙特·紐霍爾，84歲，美國藝術史學家[92]
- 朱利奧·奧喬尼，76歲，意大利天主教主教。
- 亞瑟·瑪麗亞·拉布納拉，87歲，奧地利電影導演、作家和作家[93]
- 卡爾·所羅門，64歲，美國作家[94]

### 27日
- 韋瀚章，87歲，中國著名填詞人。
- 皮娜·卡米雷利，79歲，義大利小提琴家。[95]
- 何塞·阿尔瓦雷斯·德博奥克斯，97歲，西班牙馬術和奧運冠軍。[96]
- 莉蓮·吉許，99歲，美國女演員[97]
- 安布羅斯·霍洛瓦赫，78歲，加拿大商人和政治家。
- 史蒂夫·萊萬提斯，76歲，加拿大足球運動員。
- 沃克·史密斯，96歲，美國田徑運動員和奧運選手。[98]
- 馬爾格里斯·扎里尼斯，82歲，拉脫維亞作曲家。[99]
- 趙增益，72-73歲，中國政治家。

### 28日
- 佛朗哥·布魯薩蒂，72歲，義大利電影導演[100]
- 喬伊斯·凱莉，94歲，英國女演員。[101]
- 本多豬四郎，81歲，日本電影導演[102]
- 井上敏明，42歲，日本三級跳遠運動員[103]
- 鲁比·基勒，83歲，美國女演員和舞蹈家[104]
- 伊尔卡·科斯基，64歲，芬蘭重量級拳擊手。[105]